# Edmund Hager
P. Edmund Hager OSB (* 31. Mai 1829 Straßwalchen; † 24. Oktober 1906 in Innsbruck) war Mönch des Benediktinerstiftes St. Peter Salzburg, Prior der Herz-Jesu-Stiftung zu Innsbruck und Jugendseelsorger.

## Leben
Edmund Hager wurde in Pfenniglanden bei Straßwalchen (Salzburg) als Sohn eines Schneiders geboren. Nach der Matura trat er 1847 in das Salzburger Priesterseminar ein und wurde am 1. August 1853 von Erzbischof Tarnóczy-Sprinzenberg im Salzburger Dom zum Priester geweiht. Hager wurde verschiedenen Pfarreien zugeteilt: 1854 Piesendorf, 1857 St. Koloman, 1858 Strobl, 1859 Dürrnberg bei Hallein und Aigen. Nach zehn Jahren als Diözesanpriester entschloss er sich 1863, in die Benediktinerabtei St. Peter in Salzburg einzutreten. 1867 legte er dort die feierlichen Mönchsgelübde ab.
Schon vor seiner Feierlichen Profess war P. Edmund Kooperator in der dem Stift St. Peter inkorporierten Pfarrei in Abtenau. Nachher wurde er von 1868 bis 1871 Novizenmeister, Beichtvater und Sakristan, Bibliothekar, Bruderschaftssekretär, bis 1874 Seelsorger der Nonnen der Abtei Nonnberg und Kämmerer. Er gelangte schließlich zu seiner Lebensaufgabe als Generaldirektor des Kindheit-Jesu-Werkes für Österreich.
Aufgrund seiner Arbeit als Erzieher junger Menschen und seiner Förderung der Kinderfreund-Benediktiner wurde Hager „Österreichischer Don Bosco“ genannt. In Salzburg gründete er 1880 die St. Michaelsbruderschaft, den Katholischen Buchverein St. Peter und die Bildungseinrichtung für Mädchen „Zuflucht St. Josef“ in Nonntal. 1888 zog Hager in das Schloss Martinsbühel bei Innsbruck, 1898 gründete er ein neues Haus in Innsbruck / Innrain. Weitere Häuser folgten in Volders, Mieming, Scharnitz in Tirol und Wieting in Kärnten. Hager gab ab 1884 auch das Monatsheft „Der christliche Kinderfreund“ heraus; die Zeitschrift bestand bis 1939.

## Die Kinderfreund-Benediktiner nach Hagers Tod
Nach seinem Tod im Jahr 1906 geriet Hagers Bewegung in eine interne Krise. Ursache war die Schwierigkeit, die Ziele des Gründers mit der Lebensweise der Benediktinergemeinschaft in Einklang zu bringen. Hager stellte sich eine Lebensweise nach dem Vorbild der Salesianer Don Boscos vor; diese war jedoch nicht mit der Regel des heiligen Benedikt vereinbar. Vorgesetzten ordneten daher die Überstellung der Kinderfreund-Benediktiner mit ihrem Oberen P. Gislar Stieber in das einige Jahre zuvor neu gegründete bayerische Kloster Niederaltaich an. Später übersiedelten viele der Mönche in das Stift St. Peter in Salzburg.

## Schriften
- Nothruf zur Verbesserung der Erziehung der Jugend (Martinsbühel 1896).